# Кировградская улица
Кировгра́дская у́лица (в 1935 году — улица Кирова) — магистральная улица в жилом районе (микрорайоне) «Уралмаш» Орджоникидзевского административного района Екатеринбурга.

## Расположение и благоустройство
Улица проходит с юго-востока на северо-запад параллельно улице Калинина. Начинается от пересечения с Машиностроителей и заканчивается у улицы Республиканской. Пересекается с улицами Красных Борцов, Ильича, Стахановской, проспектом Орджоникидзе, улицами 40-летия Октября и Бакинских Комиссаров. Слева на улицу выходят улицы Социалистическая и Фестивальная, справа улицы Авангардная, Ломоносова, Симбирский переулок, Сосновый переулок, улица Народного Фронта, переулки Зелёный и Краснополянский, улица Молодёжи.
Протяжённость Кировградской улицы составляет около 2800 метров. Ширина проезжей части — около 15 м (по две полосы в каждую сторону движения). Улица является бульваром на всём своём протяжении, но в официальном названии этот факт не отражён.
На протяжении улицы имеется пять светофоров. С обеих сторон улица оборудована тротуарами (на некоторых участках они отсутствуют с одной либо с двух сторон).

## История
История улицы Кировградской началась в 1928 году, когда в сосновом лесу была прорублена первая просека шириной до 100 м и длиной более 2 км, начиная от нынешней улицы Машиностроителей в сторону озера Шувакиш. Согласно проекту, улица имела две односторонние проезжие части, между которыми располагалась аллея с четырьмя рядами кустарников и деревьев, своего рода «северный сад». Поэтому уже в 1929 году строители называли улицу «Садовой». Первые дома на улице начали появляться уже в 1928 году (это дома под № 14, 16 и 18 между улицей Авангардной и Красных Борцов). Одновременно с жилыми домами было построено пожарное депо (между улицами Красных Борцов и Ильича); во дворе депо построили вышку с колоколом, на которой круглосуточно находился дежурный. В случае пожара дежурный звонил в колокол. В 1929 году рядом с депо (на пересечении с улицей Красных Борцов) построили дом под № 20, в котором разместился строительный отдел «Уралмашиностроя», но вскоре его перевели в здание будущей Центральной заводской лаборатории (НИОМет). В середине 1930-х годов пожарное депо и вышку ликвидировали, а на их месте возвели конный двор административно-хозяйственной части.
В 1929 году в начале улицы появились рубленые дома под № 2, 8, 10, 12 (в настоящее время снесены). Тогда же построили первую мощёную дорогу на Уралмаше, вдоль фасадов домов на Садовой, от улицы Машиностроителей до улицы Ильича. А у пожарной части появилась первая в соцгороде «Уралмаш» автобусная остановка.
В дальнейшем улица продолжала застраиваться, вначале рублеными домами (до дома № 28), а затем до дома № 42 — каркасными. В д. 42 располагался Жилкомбинат. Первые кирпичные четырёхэтажные дома на улице были построены с 1930 по 1932 год под № 1, 5 (с молочным магизном) и 7 (между улицами Красных Борцов и Стахановской). К этому времени обе проезжие части улицы от Машиностроителей до Индустрии были мощёными.
В д. 30 к 1935 году — магазин, физкультбаза и швейная мастерская (ныне — Спортшкола № 19).
Улица изначально называлась Садовой, но в 1935 году была переименована в улицу Кирова, что подтверждено телефонным справочником 1935-36а. Но так как в другом районе Екатеринбурга уже была улица с таким названием, в том же году уралмашескую улицу переименовали в Кировградскую. Интересно, что «в разговорной речи» её часто называли Кировоградской.
В 1934 году началось озеленение бульварной части улицы: были посажены ясени, клёны, акации. В следующем году посеяли траву.
Ранее пешеходный бульвар на улице Кировградской от начала и до конца был ограждён чугунными решётками, вдоль которых «сплошной стеной росли аккуратно подстриженные кусты акации». В качестве опор для столбиков, к которым крепились чугунные решётки, использовались корпуса реактивных снарядов к «Катюшам», которые в большом количестве остались невостребованными после войны. Эти решётки отливались в чугунолитейном цехе «Уралмашзавода». Затем их по непонятным причинам демонтировали, а заодно и вырубили акацию.
Земельный участок в треугольнике улиц Кировградской, Орджоникидзе и 40-летия Октября не застраивался. Внутри него в 1932 году был организован колхозный рынок.
В середине 1930-х годов на улице Кировградской была построена средняя школа № 68 и детские ясли, а в 1938 году были возведены брусчатые деревянные дома № 46 и 54, после чего деревянных домов на улице не строили. В 1952 и 1953 годах были построены кирпичные трёх- и четырёхэтажные здания под № 62, 64, 68, 70 и средняя школа № 103, а на нечётной стороне улицы — шлакоблочные двух- и трёхэтажные дома.
В 1955 году на улице появились пятиэтажные дома улучшенной планировки под № 9, 11 и 13. В одном из них разместился новый уралмашевский кинотеатр «Знамя» с двумя зрительными залами. С 1957 по 1959 год застраивалась западная часть улицы: было построено 26 трёхэтажных кирпичных домов, которые в народе называли «самстроем» (в то время жителям разрешили самим строить себе жильё).
В конце улицы Кировградской, у входа в Шувакишский лесопарк («Парк Победы») установлен танк Т-34. Ранее танк стоял у храма Александра Невского в Зелёной роще, который был затем переоборудован в краеведческий музей. После того, как храм вернули Православной церкви, этот танк, изготовленный, по всей вероятности, в Нижнем Тагиле, оказался в конце улицы Кировградской.

## Транспорт

### Наземный общественный транспорт
Улица является важной внутрирайонной транспортной магистралью. По улице осуществляется движение автобуса № 80 (Парк Победы — ТК КОР).

### Ближайшие станции метро
В 450 метрах к востоку от начала улицы находится станция 1-й линии Екатеринбургского метрополитена  «Уралмаш». К концу улицы линий метрополитена проводить не запланировано.